# Ängelholms IP
Ängelholms IP zwany powszechnie jako Änglavallen – stadion położony w Ängelholm w Szwecji. Jest areną zmagań klubu piłkarskiego Ängelholms FF. Oprócz funkcji piłkarskich wykorzystywany jest także do organizowania zawodów lekkoatletycznych. Stadion został przebudowany w 2005 roku. Änglavallen może pomieścić między 5000 widzów.

## Obiekty klubowe

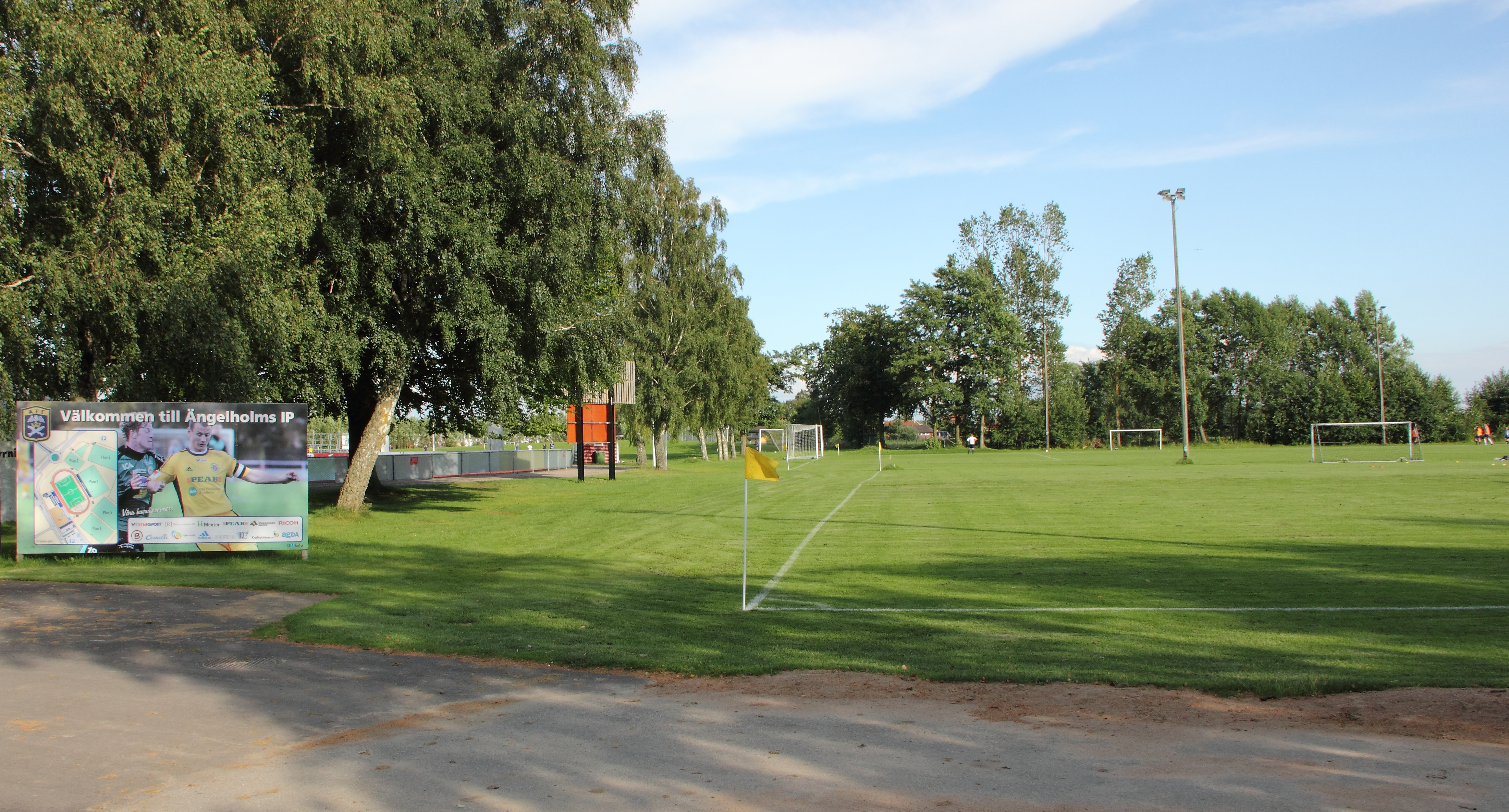
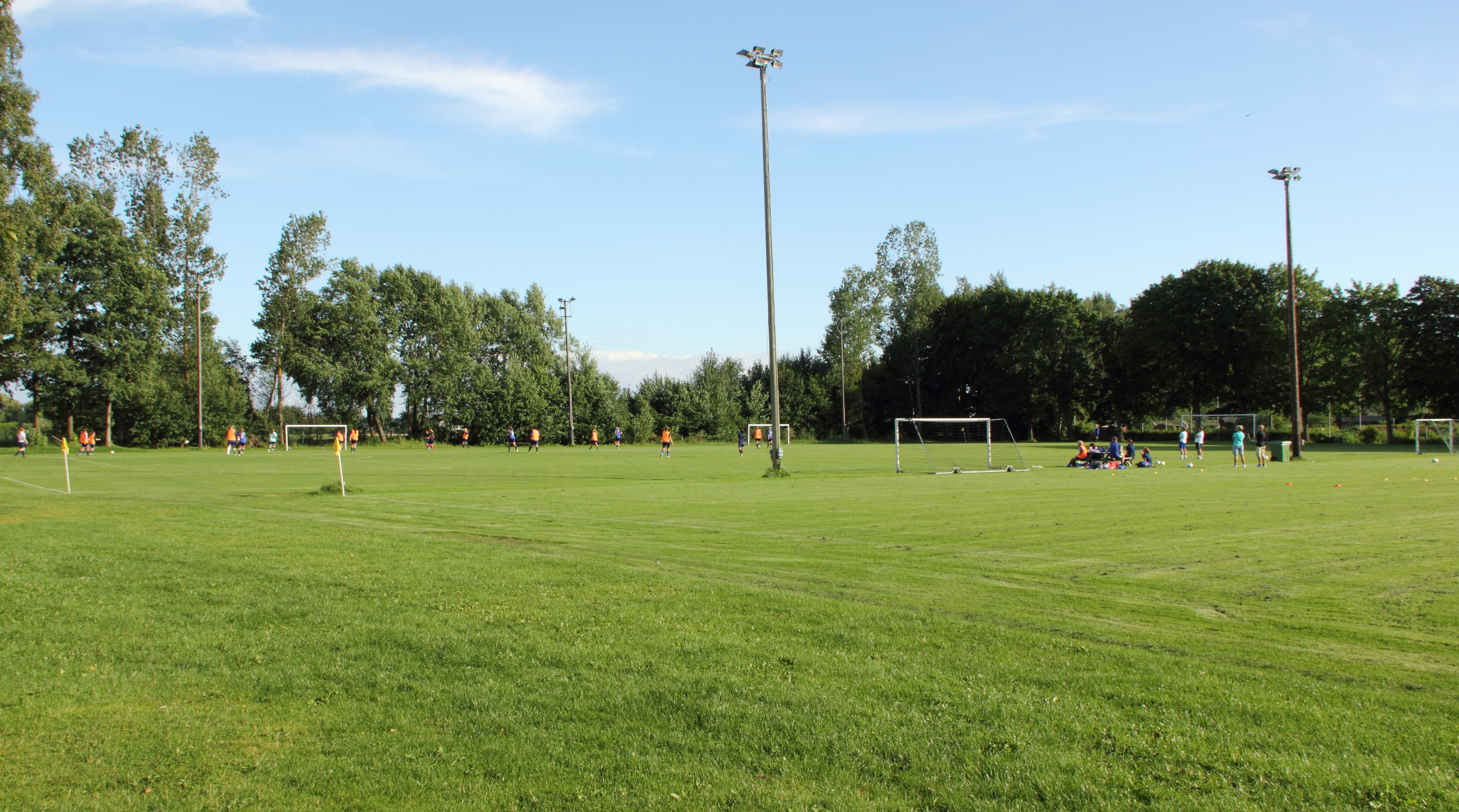